# Monecphora cingulata
Monecphora cingulata är en insektsart som först beskrevs av Le Peletier de Saint-fargeau och Jean Guillaume Audinet Serville 1825.  Monecphora cingulata ingår i släktet Monecphora och familjen spottstritar. Inga underarter finns listade i Catalogue of Life.